# Poyartin
Poyartin – miejscowość i gmina we Francji, w regionie Nowa Akwitania, w departamencie Landy.
Według danych na rok 1990 gminę zamieszkiwało 648 osób, a gęstość zaludnienia wynosiła 50 osób/km² (wśród 2290 gmin Akwitanii Poyartin plasuje się na 611. miejscu pod względem liczby ludności, natomiast pod względem powierzchni na miejscu 881.).